# Великоберезковский сельский совет (Середино-Будский район)
Великоберезковский сельский совет (укр. Великоберізківська сільська рада) — входит в состав
Середино-Будского района
Сумской области
Украины.
Административный центр сельского совета находится в 
с. Великая Березка
.

## Населённые пункты совета
- с. Великая Березка
- с. Лукашенковское
- с. Перемога
- с. Троицкое
- с. Ясная Поляна

## Ликвидированные населённые пункты совета
- с. Новый Свет